# Masakatsu Miyamoto
Masakatsu Miyamoto (jap. 宮本 征勝, Miyamoto Masakatsu; * 4. Juli 1938 in Hitachi, Präfektur Ibaraki; † 7. Mai 2002 in Mito, Präfektur Ibaraki) war ein japanischer Fußballspieler.

## Nationalmannschaft
1958 debütierte Miyamoto für die japanische Fußballnationalmannschaft. Miyamoto bestritt 44 Länderspiele und erzielte dabei ein Tor. Mit der japanischen Nationalmannschaft qualifizierte er sich für die Olympischen Spiele 1964 und 1968. Bei den Olympischen Spielen 1968 konnte Japan die Bronzemedaille gewinnen.

## Errungene Titel

### Mit der Nationalmannschaft
- Olympische Sommerspiele 1968: Bronzemedaille

### Mit seinen Vereinen
- Kaiserpokal: 1963, 1964

## Persönliche Auszeichnungen
- Japan Soccer League Best Eleven: 1966, 1967, 1968

## Tod
Miyamoto starb am 7. Mai 2002 an den folgen einer Lungenentzündung im Alter von 63 Jahren.